# Partit Patriòtic Assiri
El Partit Patriòtic Assiri és una organització política assíria del Kurdistan Iraquià. Fou fundat el 14 de juliol de 1973 i va operar principalment a través del Club Cultural Assiri de Bagdad. Es va aliar al Moviment Democràtic Assiri als anys vuitanta i va actuar llavors al Kurdistan, però va trencar l'aliança el 1991 i va començar a operar separadament amb seu a Dohuk. Estava dirigit per Albert Yelda i Nimrud Baido.
La zona de Dohuk estava sota control del Partit Democràtic del Kurdistan, amb el que va tenir diferències que es van agreujar i el 1999 les oficines del partit a Dohuk foren tancades pel govern regional durant quatre dies. Les seves relacions amb el Congrés Nacional Iraquià es van trencar quasi al mateix temps quan va acusar aquest grup de no considerar en la seva justa mesura l'aportació assíria a la lluita.
No va participar en les eleccions del 2005. A les de 2009 es va presentar en la Llista Autonomista Caldea-Siríaca-Assíria en coalició amb el Partit Comunista Khaldu-Ashur, però la llista només va aconseguir 1.680 vots (0,09%) molt menys que el Partit Comunista quan es va presentar sol el 1992. A les eleccions parlamentàries iraquianes de 2018 es va unir a la Llista Nacional Nahrain encapçalada per Younadam Kanna. El 22 de juliol de 2023, el partit es va unir a l'Aliança Athra, una aliança política que representava els interessos assiri-caldeo-síriac a l'Iraq.
Albert Yelda és ambaixador iraquià al Vaticà.

## Bandera
La bandera és blanca amb l'emblema de color negre al centre; per damunt hi apareix el nom del partit en neoarameu i per sota en àrab.